# Vicente Alanís
Vicente Alanís (Sevilla, 22 de mayo de 1730-Sevilla, 1807) fue un pintor español.

## Biografía
Procedía de una familia de varias generaciones de artesanos y pintores. Su padre fue Francisco Alanís. En 1743 consta que Francisco fue el encargado de policromar el retablo de Santa Teresa del convento carmelita de San José de Carmona. En 1745 realizó pinturas en el interior de la iglesia de San Pedro de Carmona. También realizó unos jeroglíficos para el monumento funerario en honor de Felipe V, diseñado por Juan Fernández Loaisa, que se colocó en la catedral de Sevilla.
Vicente fue bautizado en la iglesia de San Lorenzo como Miguel Julio José Rita de la Pastora. Francisco y su hijo Vicente fueron miembros de la Hermandad de San Lucas, a la que solían pertenecer los pintores y doradores sevillanos.
En 1772 fue uno de los fundadores de la Escuela de Tres Nobles Artes de Sevilla. En 1775 esta escuela sería apadrinada por el rey, pasando a ser Real Escuela de Tres Nobles Artes. En 1778 él y su compañero Juan de Dios Fernández se presentaron a presentó a un concurso de esta escuela con un par de cuadros sobre Hernán Cortés, logrando Vicente la medalla de oro y Juan la medalla de plata. En 1789 falleció Joaquín Cano, miembro de la dirección (diputado) de esta escuela. Vicente Alanís pasó a sustituirle como diputado. Vicente siguió como diputado hasta 1803.

Sevilla. Parroquia de la Magdalena. Ánimas bendidas del Purgatorio. Vicente Alanís, c.1769.

El 1 de julio de 1799 Vicente se unió a la Hermandad Sacramental de San Lorenzo.
Fue padre del pintor José Alanís. José nació en torno a 1750 y falleció en 1810. Colaboró en las obras de su padre hasta que consiguió el título de maestro en 1774.

## Obra
Realizó las siguientes obras, de atribución segura y documentadas:
- 1752. Dorado del retablo mayor y las pinturas murales del presbiterio. Iglesia de San Isidoro. Sevilla.[11]
- 1758. Diseño de monumento eucarístico. Iglesia de San Miguel. Morón de la Frontera, provincia de Sevilla. Desaparecido.
- 1758-1762. Pinturas murales y lienzos.  Iglesia de San Nicolás. Sevilla.
  - Pinturas murales del presbiterio, de las capillas, del coro y de los órganos.
  - La Oración en el Huerto.
  - Cristo camino del Calvario.
  - La Virgen del Patrocinio intercendiendo por la humanidad.
  - La Virgen intercediendo por los enfermos moribundos.
  - Atentado contra la vida de san Carlos Borromeo.
  - San Carlos Borromeo dando la comunión a los apestados de Milán.
  - Milagro de santa Gertrudis la Magna.
  - Milagro de santa María del Sol.
  - Martirio de santa Bárbara.
  - La Virgen de Loreto.
  - San Agustín con santa Mónica y santa Rita.
  - San Agustín lavando los pies a Cristo peregrino.
- 1760-1763. Cartelas y escudos de la ciudad en paredes y bóbeda. Iglesia de San Roque. Sevilla. Desaparecidas.
- C. 1767. Lienzos para la iglesia de San Isidoro. Sevilla.
  - San Isidoro.
  - San Leandro.
  - Santa Florentina.
- San Lorenzo, lienzo de la iglesia de San Juan de la Palma.
- 1767-1768. Cuadros y dorado de los retablos de la capilla sacramental. Iglesia de Santa Catalina. Sevilla.
  - La caída del maná.
  - Moisés haciendo brotar el agua de la roca.
  - Proclamación del Patronato de la Inmaculada.
- C. 1770. Lienzos sobre la vida de san Juan de Mata. Iglesia del convento de la Trinidad. Sevilla.
  - La aparición de la Virgen con el Niño a san Juan de Mata niño y a su madre.
  - La consagración de san Juan de Mata.
- C. 1770. Lienzos para el convento de la Trinidad. Museo de Bellas Artes de Sevilla.
  - Velatorio de san Juan de Mata.
  - El beato Simón de Rojas en la cocina del convento.
- C. 1770. El nacimiento de la Virgen. Capilla de San Onofre o de la Virgen de la Granada. Catedral de Sevilla.
- C. 1770. Presentación de la Virgen.  Capilla de San Onofre o de la Virgen de la Granada. Catedral de Sevilla.
- Cuadros realizados para la Real Escuela de Tres Nobles Artes de Sevilla. Desaparecidos.
  - Degollación de santa Úrsula por los piratas.
  - Obispo leyendo.
  - Retrato del padre jesuita Gabriel Varquero.
  - Retrato de jesuita.
  - San Ignacio de Loyola orando.
  - Figura orando ante la Virgen.
  - La Oración en el Huerto.
  - Figura sedente.
  - Apolo.
- 1770-1780. Ánimas. Cuadro realizado para el antiguo convento de San Pablo. Se encuentra en la iglesia de la Magdalena. Sevilla.
- 1770-1780. San Juan Nepomuceno. Capilla de las Cigarreras, Fábrica de Tabacos. Sevilla.
- 1771. Decoración mural. Iglesia de Nuestra Señora de la Granada. Moguer, provincia de Huelva.
- 1772. Policromía de Cristo atado a la columna. Hermandad de las Cigarreras.
- 1774-1775. Cuadros de la capilla mayor de la iglesia de Santiago. Bollullos Par del Condado, provincia de Huelva. Desaparecidos.
  - Santiago a caballo.
  - La Esperanza.
  - La Caridad.
  - Apóstol.
  - Apóstol.
  - Arcángel Gabriel.
  - Arcángel Rafael.
  - La aparición de la Virgen del Pilar a Santiago.
- Dorado de las esculturas del retablo mayor y de las tribunas. Capilla de San José. Sevilla.
- 1778. Hernán Cortés con sus principales caudillos en la marina de Vera-Cruz viendo ejecutar la orden de echar a pique las naos que habían conducido al ejército al Reino de México. Museo de Artes y Costumbres Populares. Sevilla.
- 1780-1970. Cuadros de santos dominicos. Iglesia de San Jacinto. Sevilla.
  - Santo Tomás de Aquino.
  - San Jacobo de Merania.
  - San Alberto.
  - San Ambrosio.
  - San Antonio de Florencia, arzobispo.
  - San Agustín Casoto.
  - San Ceslao de Cracovia.
  - San Álvaro de Córdoba.
  - San Juan de Colonia, mártir.
  - San Luis del Beltrán, confesor.
  - Benito XI.
  - Pío V, pontífice.
  - San Raimundo de Peñafort, confesor.
  - San Pedro de Verona, mártir.
- 1780-1790. San Francisco de Paula. Iglesia del convento de Madre de Dios. Sevilla.
- C. 1780. El regreso del Hijo Pródigo. Copia de un cuadro de Murillo. Museo de Bellas Artes de Sevilla.
- 1781. Pinturas del techo de la escelera del palacio Arzobispal. Sevilla.
- 1788. Apoteosis de san Felipe Neri. Iglesia del oratorio de San Felipe Neri. Sevilla.
- C. 1792. Pintura del retablo de Ánimas. Iglesia de Nuestra Señora de la Consolación. Umbrete, provincia de Sevilla.
- Pinturas del adorno dispuesto en la fachada de las Casa Consistorial de Sevilla. Desaparecidas.
  - Júpiter, Juno y Mercurio bendicen a Híspalis.
  - Apolo, padre las luces.
  - La aurora, resplandor del Sol.
- 1796. Pinturas del adorno dispuesto en la Puerta de Triana. Desaparecidas.
  - Sevilla postrada ante Carlos V.
  - Vista de Sevilla.

Las siguientes obras son de atribución dudosa:
- Anterior a 1750. Nacimiento de la Virgen. Subdelegación del Gobierno. Sevilla.
- C. 1760. Virgen Inmaculada. Convento de Santa Rosalía. Sevilla.
- 1760-1770. Pinturas de los confesionarios. Iglesia de San Nicolás. Sevilla.
- 1770. Santa Ana enseñando a leer a la Virgen. Santuario de El Rocío. Almonte, provincia de Huelva.
- 1770-1800. Bautismo de Cristo. Iglesia de San Nicolás. Sevilla.
- 1770-1800. Pinturas del presbiterio. Capilla de la Hermandad de la Vera-Cruz. Sevilla. 
  - Circuncisión y presentación del Niño en el Templo.
  - San Agustín arrodillado delante de la Trinidad.
  - La Anunciación del Ángel a María.
  - La aparición de la Virgen y el Niño a san Agustín.